# Gabriele Serblin
Gabriele Serblin (ur. 24 marca 1950 roku w Mediolanie) – włoski kierowca wyścigowy.

## Kariera
Serblin rozpoczął karierę w międzynarodowych wyścigach samochodowych w 1973 roku od startu w wyścigu I Coppa di Santamonica, którego jednak nie ukończył. W tym samym roku dołączył do stawki Europejskiej Formuły 2, w której startował do 1975 roku. W pierwszym sezonie startów wystartował jedynie w dwóch wyścigach, podczas których zdobył jeden punkt. Został sklasyfikowany na 31 pozycji. Rok później stanął raz na podium. Z dorobkiem dziesięciu punktów uplasował się na ósmym miejscu w klasyfikacji generalnej. W 1975 roku na podium stawał dwukrotnie i łącznie uzbierał jedenaście punktów. Dało mu to dziesiątą pozycję w końcowej klasyfikacji kierowców.